# Веселовка (Хмельницкая область)
Веселовка (укр. Веселівка) — село в Красиловском районе Хмельницкой области Украины.
Население по переписи 2001 года составляло 240 человек. Почтовый индекс — 31075. Телефонный код — 3855. Занимает площадь 2,063 км². Код КОАТУУ — 6822781701.

## История
В 1945 году Указом Президиума ВС УССР село Кобылье переименовано в Веселовку.

## Местный совет
3107, Хмельницкая обл., Красиловский р-н, с. Пашутинцы, ул. Молодёжная